# Arrow McLaren
Arrow McLaren, abans conegut com Arrow McLaren SP, Sam Schmidt Motorsports, Schmidt Peterson Motorsports o Schmidt Peterson Hamilton Motorsports, és un equip estatunidenc d'automobilisme de velocitat que competeix en IndyCar Sèries. L'equip va ser fundat per Sam Schmidt i té la seva seu a Indianapolis.
En 2021, es va anunciar que McLaren havia comprat una participació del 75% en la propietat de l'equip, amb Schmidt i Peterson compartint una participació del 25% en l'equip i romanent en la junta directiva de l'equip, presidida pel director executiu de McLaren, Zak Brown.
L'equip opera les entrades de Dallara-Chevrolet amb els pilots Ànec O'Ward, David Malukas i Alexander Rossi, respectivament.